# Georg Lauscha
Georg Lauscha (* 1. September 1987 in Mödling) ist ein ehemaliger österreichischer Radrennfahrer.

## Sportliche Laufbahn
Georg Lauscha begann seine Profi-Karriere 2005 bei dem österreichischen Radsport-Team Hervis Aposport Linz. Im selben Jahr wurde er österreichischer Junioren-Meister auf der Bahn in Keirin und Omnium. 
2007 wurde er österreichischer Staatsmeister im Scratch. 
Im Jänner 2010 erklärte er seine aktive Zeit für beendet.
Er ist heute als Kaufmann tätig.

## Persönliches
Im Rahmen der Romyverleihung 2023 gab die Fernsehmoderatorin und Sportjournalistin Kristina Inhof ihre Verlobung mit Georg Lauscha bekannt. Im April 2024 wurden sie Eltern einer gemeinsamen Tochter.

## Palmarès
2005
- Österreichischer Junioren-Meister – Keirin, Omnium

2007
- Österreichischer Meister – Scratch

## Teams
- 2005 Aposport Krone Linz
- 2006 Aposport Krone Linz
- 2007 Swiag Teka
- 2008 Elk Haus-Simplon (Stagiaire)
- 2009 Elk Haus-Simplon